# Culicoides bisolis
Culicoides bisolis är en tvåvingeart som beskrevs av Kremer och Jacques Brunhes 1973. Culicoides bisolis ingår i släktet Culicoides och familjen svidknott.
Artens utbredningsområde är Madagaskar. Inga underarter finns listade i Catalogue of Life.